# TKI
O TKI foi desenvolvido por Kenneth W. Thomas e Ralph H. Kilmann no começo da década de 70. O instrumento é baseado em aprimoramentos teóricos, feitos por Kenneth Thomas sobre um modelo de estilos de conflitos gerenciais, proposto por Robert R. Blake e Jane Mouton, na década de 60 (Blake & Mouton, 1964).
Nos trinta anos desde a introdução do TKI, mais de 3 milhões de cópias do instrumento foram comercializadas e ele se consolidou como uma das principais ferramentas de mensuração de comportamento nas situações de conflitos. Atualmente também é utilizado em centenas de pesquisas gerenciais.
O Thomas-Kilmann Instrument - TKI é um instrumento elaborado para identificar as tendências comportamentais de um indivíduo ao lidar com conflitos interpessoais. A partir de um questionário, são descritos cinco estilos de lidar com eles. O relatório ajuda o respondente a perceber quais são os estilos mais utilizados e de que forma isso pode auxiliar o indivíduo nas suas relações com as outras pessoas. O questionário possui 30 questões que identificam a intensidade das preferências em cada um dos cinco estilos de resolução de conflitos.

## Dimensões
Há duas dimensões que permeiam o instrumento:
- Assertividade (grau pelo qual você tenta satisfazer seus próprios interesses)

- Cooperatividade (grau pelo qual você tenta satisfazer os interesses do outro)

Com o cruzamento desses dois pilares é possível localizar Cinco Estilos de comportamentos para a resolução de conflitos:
- Competindo
- Colaborando
- Conciliando
- Evitando
- Concedendo

Vale ressaltar que não há uma hierarquia entre os estilos. Nas diversas situações interpessoais há um estilo que é melhor para a solução do conflito. O importante desse instrumento é reconhecer o estilo vigente e aprender que as demais pessoas podem ter comportamentos distintos, quando estão em uma situação conflituosa.

## Os Cinco Estilos
- Competindo – na situação de conflito, a pessoa busca satisfazer seus interesses, prevalecendo em relação à outra pessoa
- Colaborando – nesse estilo, a pessoa busca satisfazer plenamente as próprias necessidades e as dos outros
- Conciliando – pessoa que prefere conciliar em  relações de conflito atendendo parcialmente os seus interesses, equilibrando-os com os interesses do outro
- Evitando – nesse estilo, a pessoa busca evitar o conflito em suas relações interpessoais, ou seja, não há satisfação de interesses em nenhum dos lados
- Concedendo – as pessoas que possuem essa forma de resolução de conflitos prioriza os interesses do outro, às custas dos próprios interesses

### Aplicações
- Formação e Desenvolvimento de Equipes
- Desenvolvimento de Carreira
- Gerenciamento de Conflitos
- Liderança
- Coaching
- Gestão de Talentos
- Treinamento em Negociação
- Aconselhamento Familiar e Profissional
- Relacionamento Interpessoal

## O Relatório
Os cinco estilos são representados pelas cinco colunas com o título “Competindo”, “Colaborando”, “Conciliando”, “Evitando” e “Concedendo”. Cada pontuação é representada graficamente e comparada com pontos de milhares de profissionais que já fizeram o TKI. As linhas horizontais representam percentuais, a porcentagem de pessoas que pontuaram com um número determinado ou abaixo dele. Se, por exemplo, você pontuou um número acima da linha "80%" na coluna "Competindo", isso significa que você pontuou acima de 80% das pessoas que já fizeram TKI, ou seja, você está nos 20% superiores em "Competindo".
Pode-se fazer o download público e gratuito de um modelo de relatório no site da Fellipelli, empresa que possui os direitos de uso e venda  do TKI no Brasil.